# 安德烈斯·伊瓦涅斯县

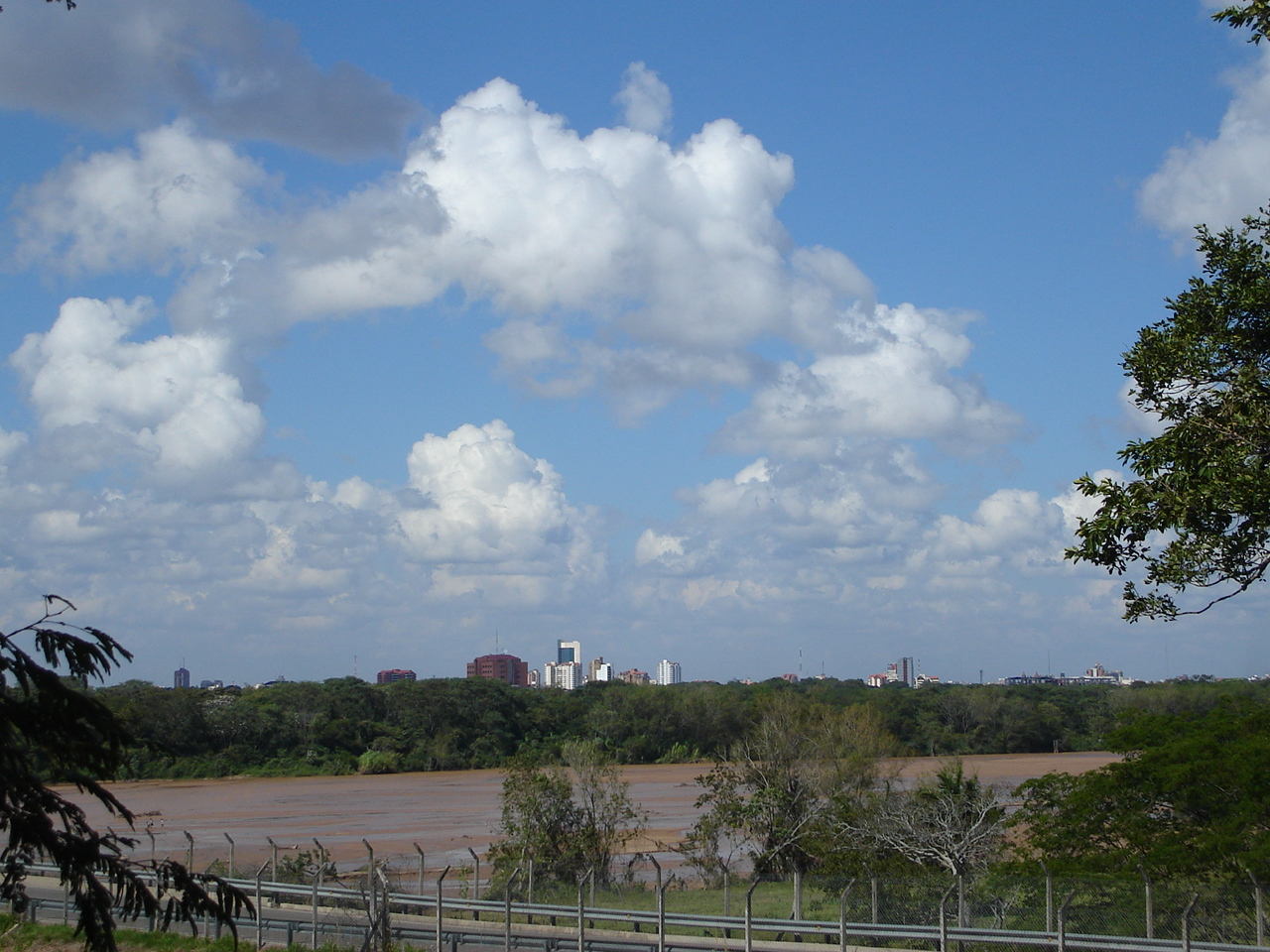

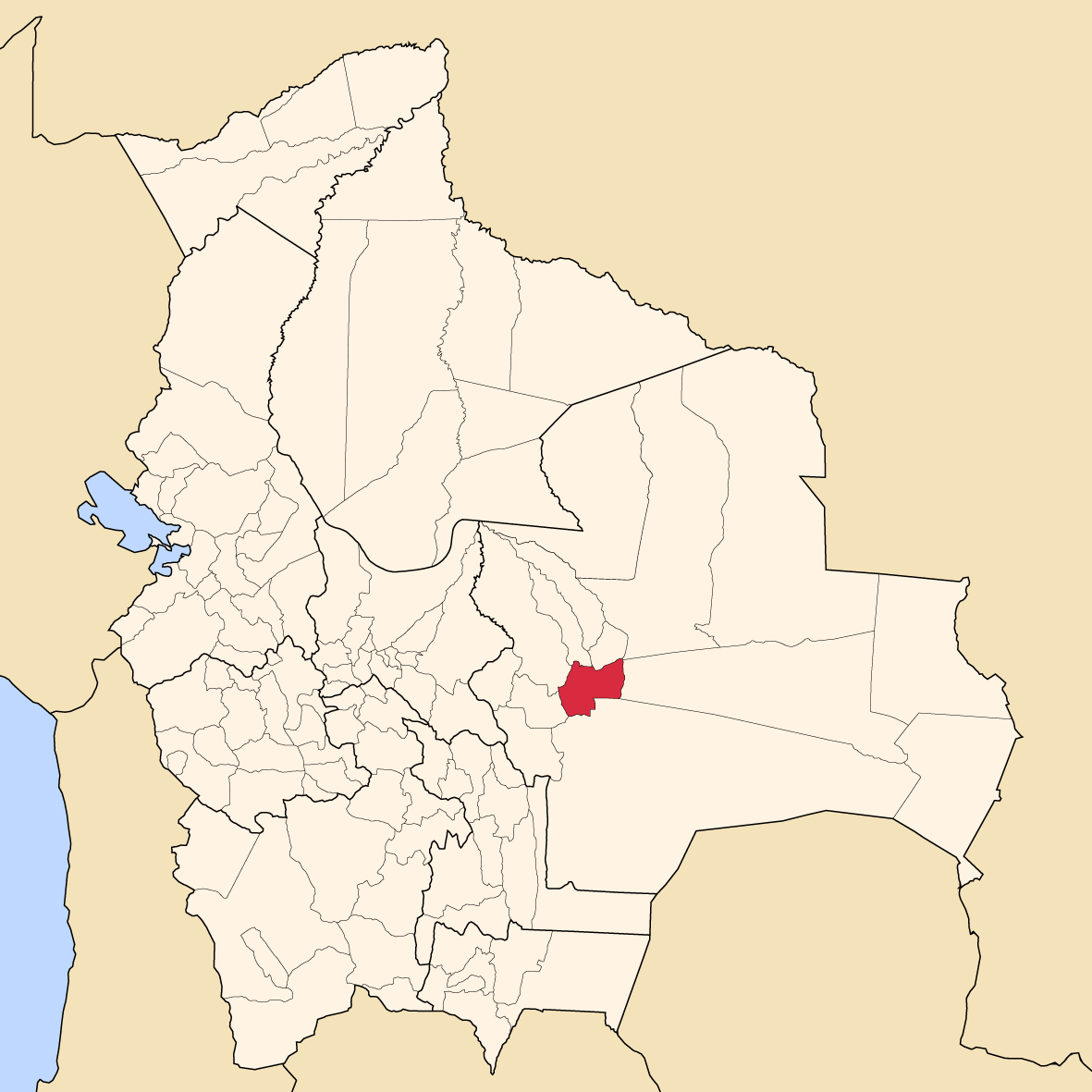

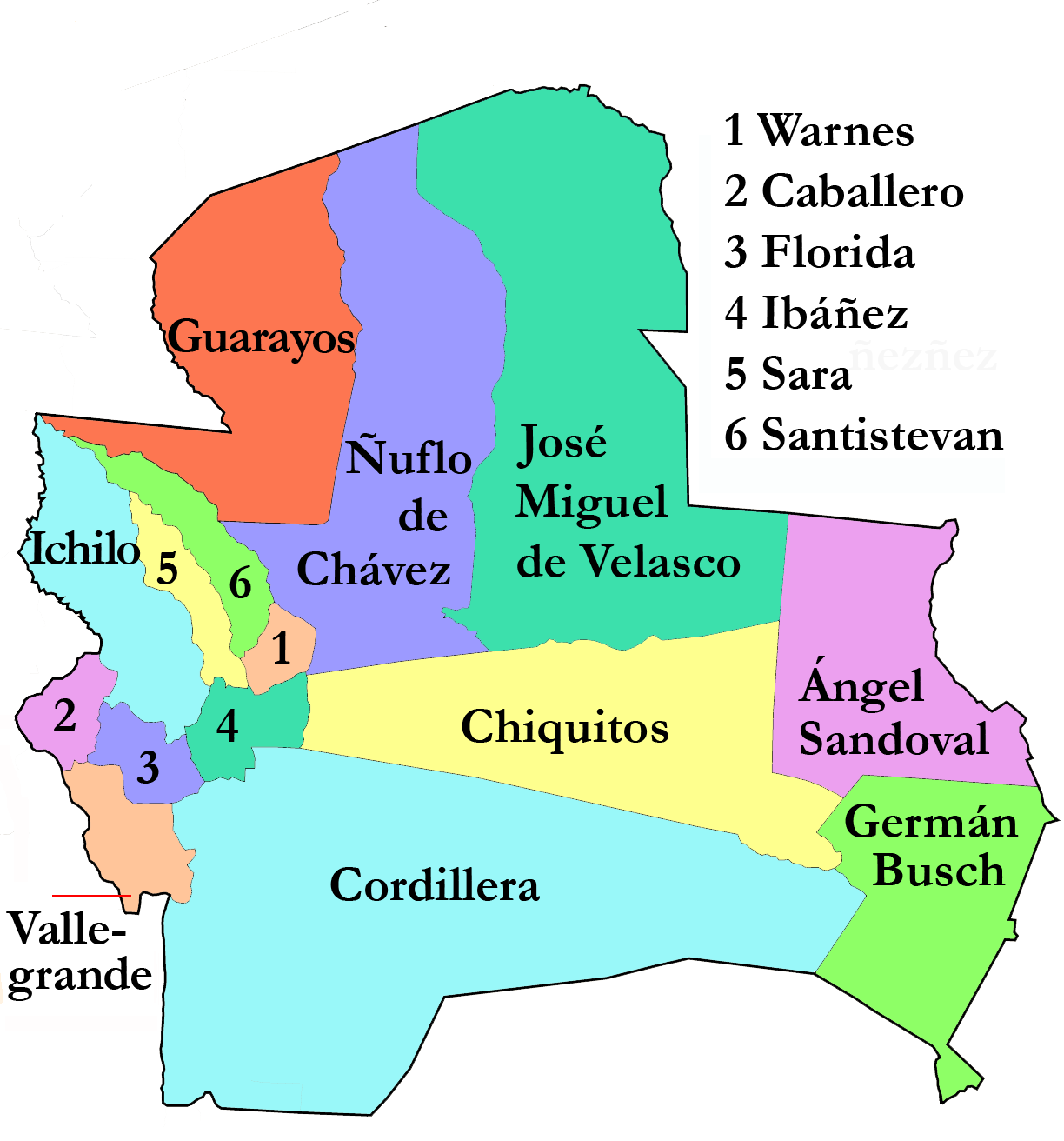

安德烈斯·伊瓦涅斯县（西班牙語：Provincia Andrés Ibáñez）是玻利維亞的县份，位於該國東部，屬於聖克魯斯省的一部分，县府設於聖克魯斯，面積4,821平方公里，海拔高度416米，2001年人口1,260,549，人口密度每平方公里261.5人。